# غاريقون أملس
غاريقون أملس (الاسم العلمي: Agaricus glaber ) هو نوع الفطريات يتبع جنس الغاريقون من الفصيلة الغاريقونية.